# Michel Chasles
Michel Chasles   (Épernon, 15 de novembre de 1793 - París, 18 de desembre de 1880) va ser un matemàtic francès.

## Vida i obra
Chasles va néixer a Épernon en una família de classe mitja-alta, industrials de la construcció. El seu pare va ser president de la cambra de comerç de Chartres i el seu germà, Adelphe, alcalde de la ciutat durant molts anys. Després de ser escolaritzat a Chartres, va estudiar al Lycée Imperial (actual Liceu Louis-le-Grand) abans d'ingressar a l'École polytechnique el 1812. Es va graduar el 1815, després d'haver estat mobilitzat durant un temps i haver intervingut en la defensa de París de 1814.
Tot i que podia ingressar al cos d'enginyers de l'estat, va preferir tornar a casa per dedicar-se a l'estudi de la geometria. El seu pare el va mantemnir fins que entorn de 1820-1821 el seu pare el va convèncer per a treballar d'agent de borsa a París: l'experiència va ser un desastre i va retornar a Chartres. A partir de 1827 va començar a ser molt actiu, publicant articles en les revistes matemàtiques més importants de l'època.
El 1837 publicà el llibre pel que és més conegut: Aperçu historique sur l'origine et le développement des méthodes en géométrie (Visió històrica sobre l'origen i el desenvolupament dels mètodes en geometria). Uns anys després, el 1841, va ser nomenat professor de l'École Polytechnique (amb més de 48 anys d'edat), i després va ser nomenat catedràtic a la Sorbonne el 1846. El 1851 va deixar l'École Polytechnique, per a dedicar-se exclusivament a la universitat.
El 1860 va publicar una reconstrucció dels perduts llibres Porisma d'Euclides, a partir dels comentaris que en van fer Papos i Procle (lo qual és semblant a reconstruir un animal extingit a partir d'un os). Naturalment aquesta reconstrucció va ser, i encara ho és avui, controvertida.

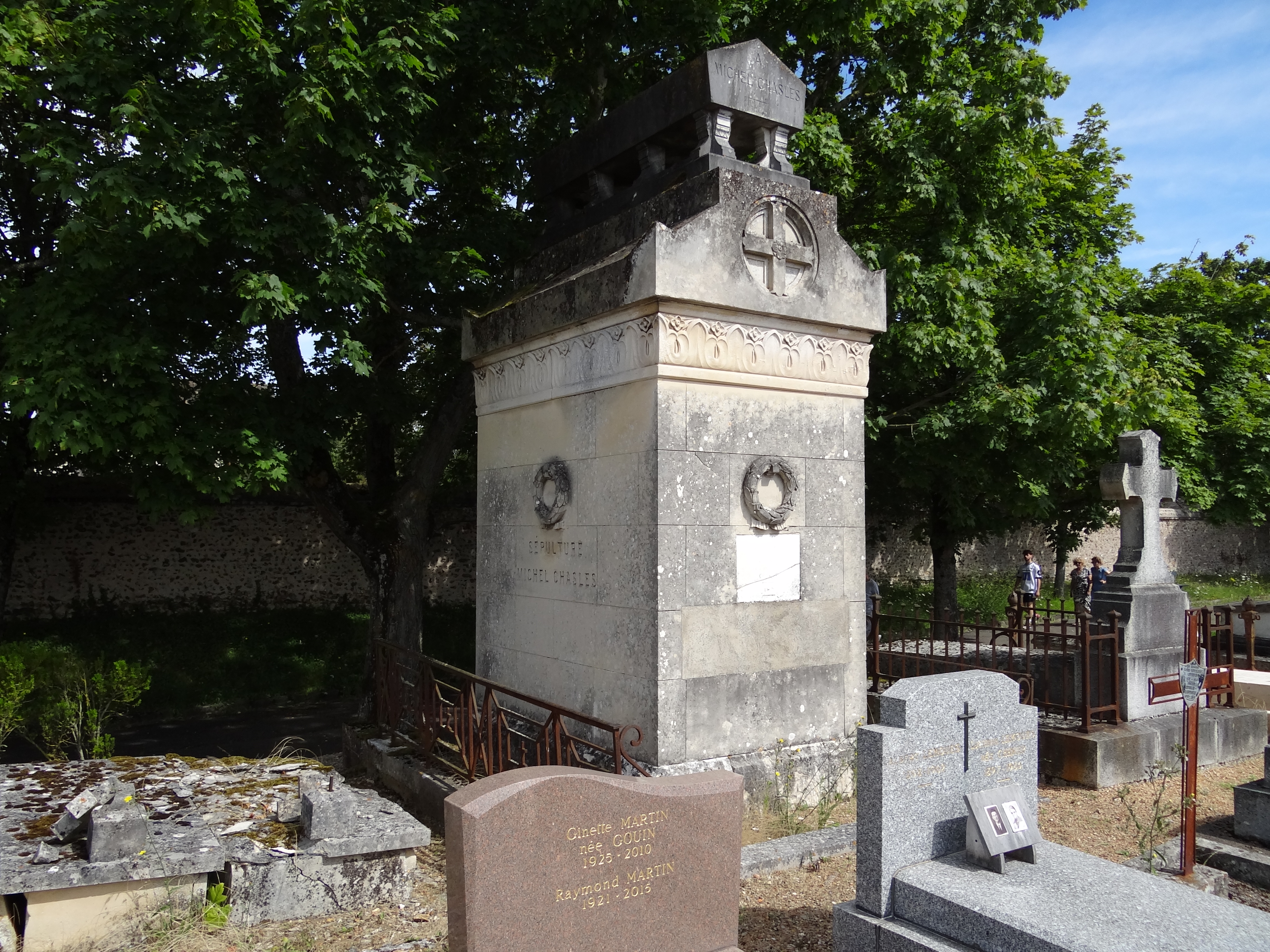
En morir el 1880 va ser enterrat al cementiri del Père-Lachaise, però l'any següent les seves despulles es van traslladar al cementiri de Saint Chéron de Chartres, a la foto.

A partir de mitjans de 1861 va ser una càndida víctima d'un falsificador, Denis Vrain-Lucas, qui, li va vendre per quantitats astronòmiques, suposades cartes de Pascal, Boyle i Newton, entre les que n'hi havia una de 1654, quan Newton tenia dotze anys! Sense fer gaire cas de l'oposició a la seva autenticitat d'astrònoms com Le Verrier o Duhamel, va continuat insistint en la seva troballa presentant noves cartes (oportunament proporcionades per Vrain-Lucas) fins que el 1869 va començar a ser conscient que havia estat víctima d'un engany i Vrain-Lucas va ser condemnat i empresonat. Lo més grotesc del cas és que Vrain-Lucas li va arribar a oferir una carta de Juli Cèsar a Vercingètorix escrita en un perfecte francès medieval!
El seu cognom apareix inscrit a la Torre Eiffel.

## Publicacions
- Chasles, M. «Note sur les propriétés générales du système de deux corps semblables entr'eux» (en francès). Bulletin des Sciences Mathématiques, Astronomiques, Physiques et Chemiques, 14, 1831, pàg. 321-326.
- M. Chasles (1837) Aperçu historique sur l'origine et le développement des méthodes en géométrie, publicat originalment per Hayez a Brussel·les.
- M. Chasles (1841) Two geometrical memoirs on the general properties of cones of the second degree, and other spherical conics, Charles Graves traductor, publicat originalment a Dublin
- M. Chasles (1865) Traité des sectiones-coniques, Gauthier-Villars, de la Universitat de Michigan.[10]
- M. Chasles (1852, 1880) Traité de Géométrie Supérieure, Gauthier-Villars, de Google.